# Äppelrostjärnen
Äppelrostjärnen är en sjö i Malung-Sälens kommun i Dalarna och ingår i Göta älvs huvudavrinningsområde. Sjön har en area på 0,0829 kvadratkilometer och ligger 619,2 meter över havet.

## Delavrinningsområde
Äppelrostjärnen ingår i det delavrinningsområde (674817-135540) som SMHI kallar för Inloppet i Fämten. Medelhöjden är 548 meter över havet och ytan är 30,46 kvadratkilometer. Det finns ett avrinningsområde uppströms, och räknas det in blir den ackumulerade arean 39,46 kvadratkilometer. Fämtan som avvattnar avrinningsområdet har biflödesordning 2, vilket innebär att vattnet flödar genom totalt 2 vattendrag innan det når havet efter 459 kilometer. Avrinningsområdet består mestadels av skog (80 procent) och sankmarker (11 procent). Avrinningsområdet har 0,35 kvadratkilometer vattenytor vilket ger det en sjöprocent på 0,9 procent.